# Lijst van Curaçaose ministers van staat
Dit is de lijst van Curaçaose ministers van staat. Minister van staat is in Curaçao een eretitel, die wordt gegeven aan ervaren politici met een uitgebreide staat van dienst, zoals voormalige premiers en ministers. Ministers van staat kunnen het kabinet adviseren bij staatkundige vraagstukken of kabinetsformaties. Het ambt bestaat sinds 10 oktober 2010, toen het eilandgebied Curaçao, na de opheffing van de Nederlandse Antillen, een land werd binnen het Koninkrijk der Nederlanden. Het ambt is de opvolger van de Nederlands-Antilliaanse minister van staat.
| Minister van staat | Minister van staat           | Minister van staat           | Begindatum      | Einddatum        | Partij        |
| ------------------ | ---------------------------- | ---------------------------- | --------------- | ---------------- | ------------- |
|                    | J.M. (Jaime) Saleh           | Jaime Saleh (1941)           | 10 oktober 2010 | september 2023   | onafhankelijk |
|                    | D.F. (Don) Martina           | Don Martina (1935-2024)      | 18 juli 2023    | 21 december 2024 | MAN           |
|                    | E.S. (Emily) de Jongh-Elhage | Emily de Jongh-Elhage (1946) | 18 juli 2023    |                  | onafhankelijk |
|                    | M.P. (Maria) Liberia-Peters  | Maria Liberia-Peters (1941)  | 18 juli 2023    |                  | PNP           |